# Pirs
Pirs (russisch Пирс für Pier) oder Docking Compartment 1 (russisch Стыковочный Отсек 1, ausgesprochen als Stykowotschny Otsek), Herstellerbezeichnung 240ГК №1Л, war ein russisches Kopplungs- und Ausstiegsmodul der Internationalen Raumstation (ISS) und zudem das dritte russische Modul der Station.

## Installation und Nutzungsdauer
Die Fertigung des Moduls begann 1998 bei RKK Energija. Ende 2000 wurde es fertiggestellt und zu Startvorbereitungen nach Baikonur geschickt. Der Start erfolgte am 14. September 2001 mit einer Sojus-U-Trägerrakete. Zum Befördern des Moduls zur Raumstation wurde ein modifiziertes Progress-Transportschiff verwendet, wobei Pirs die Stelle der Frachtsektion GO und der Tanksektion OKD übernahm. Von dem eigentlichen Progress blieb lediglich die Servicesektion PAO mit den Triebwerken und Versorgungssystemen. Etwa 25 Stunden nach dem Start dockte das Transportschiff vollautomatisch am unteren Kopplungsstutzen von Swesda an. Nach dem erfolgten Andocken an die ISS wurde die Servicesektion des Progress-Frachters abgekoppelt und zum Verglühen in der Atmosphäre gebracht.
Die Nutzungsdauer von Pirs war ursprünglich auf fünf Jahre, also bis September 2006, festgelegt. Danach sollte der Austausch durch ein baugleiches Modul (SO-2 bzw. DC-2) erfolgen. Aufgrund von Verzögerungen im russischen Raumfahrtprogramm erreichte das mittlerweile als Poisk bezeichnete Austauschmodul die Station jedoch erst im November 2009. Poisk wurde dann am ungenutzten gegenüberliegenden Kopplungsstutzen angebracht, sodass Pirs weiterhin im All verblieb und zusätzlich genutzt werden konnte.
Am 26. Juli 2021 musste Pirs Platz für das neue Forschungsmodul Nauka machen, das wegen seiner großen Masse nicht an Pirs angekoppelt werden konnte, sondern direkt an Swesda befestigt werden musste. Ein Progress-Frachter dockte an Pirs an und brachte nach Abkoppelung von der Raumstation beide zusammen auf Kollisionskurs mit der Erde. Der mehr als 3000 Kilometer von der neuseeländischen Hauptstadt Wellington entfernte Absturzort, der als „Raumschiff-Friedhof“ bezeichnet wird, ist ein Teil des Pazifiks, der von Schiffen nicht befahren wird.

## Eigenschaften

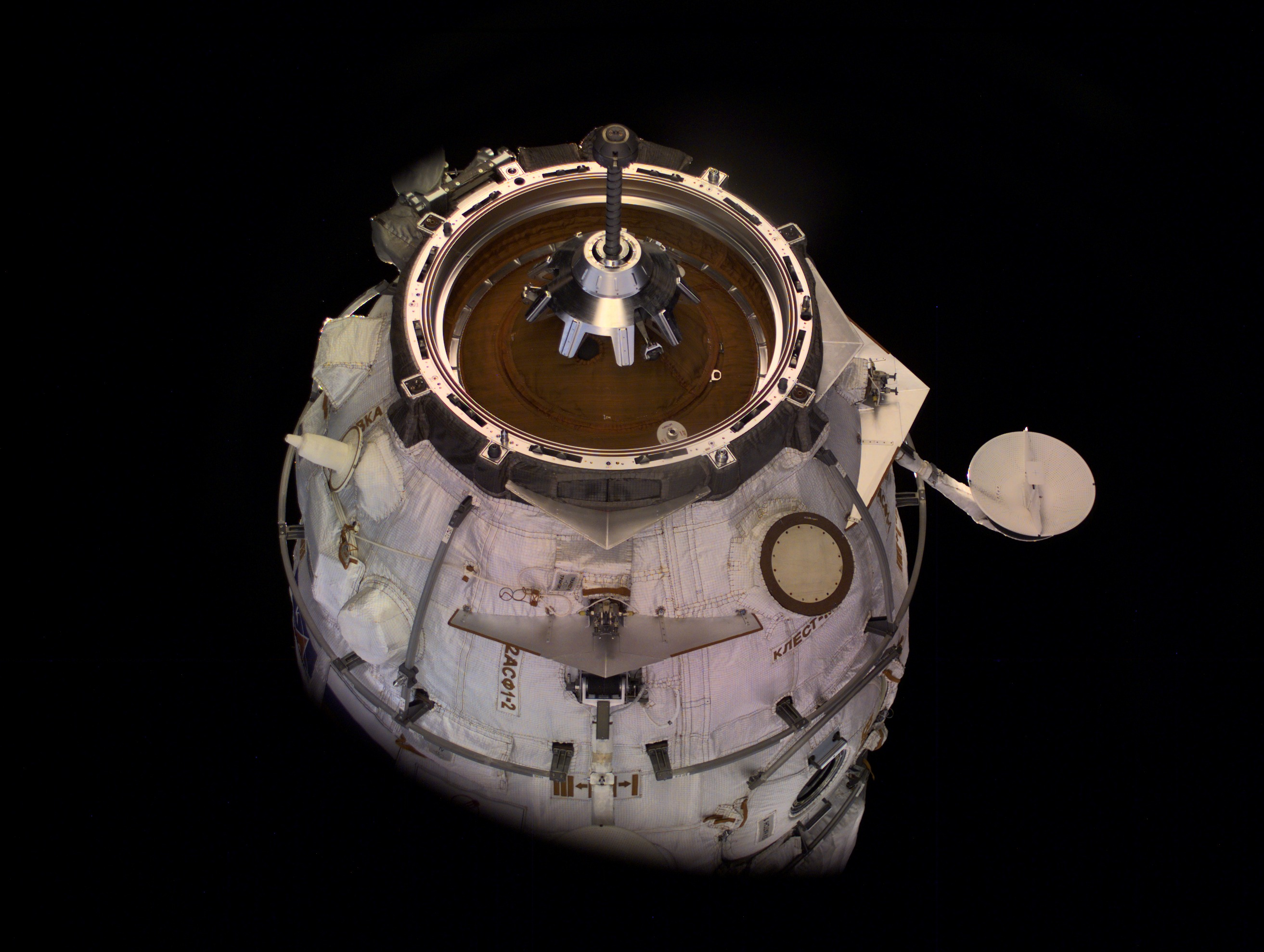
Das modifizierte Progress-Raumschiff mit dem Pirs-Modul kurz vor dem Andocken an die ISS. Man sieht den aktiven Kopplungsstutzen, mit dem das Modul an der Station koppelt.

Die Konstruktion von Pirs basierte auf einem in den 1980er Jahren für die Buran-Raumfähre entworfenen SO-Andockmodul, an dem die Raumfähre an eine Raumstation andocken können sollte. Ein ähnliches Andockmodul einer etwas einfacheren Bauart wurde für die Kopplung der Space Shuttles an die Raumstation Mir verwendet.
Pirs war 4,05 m lang (mit Kopplungsaggregaten 4,91 m), hatte einen maximalen Durchmesser von 2,55 m und eine Masse von 3676 kg mit mitgelieferten Frachten und später zu installierenden Elementen (Leermasse 2882 kg). Das Modul bot etwa 13 Kubikmeter unter Druck stehenden Raum, vor allem für Ausrüstungsgegenstände, die bei Ausstiegen benötigt wurden. Dazu befanden sich in der Mantelfläche zwei gegenüberliegende Luken mit einem Durchmesser von jeweils einem Meter, die zum Ausstieg von zwei Kosmonauten in Orlan-M-Raumanzügen geeignet waren. Beide Luken waren gleichwertig und konnten je nachdem auf welcher Seite der Ausstieg für die jeweilige Aufgabe günstiger war, verwendet werden. Die Luken öffneten sich nach innen und waren für 120 Öffnungs- und Schließvorgänge ausgelegt. Jede Luke verfügte über ein rundes Fenster mit 228 mm Durchmesser.
Pirs verfügte über Treibstoffleitungen, um den von Progress-Frachtern angelieferten Treibstoff in die Module Sarja und Swesda zu transportieren. An der Außenseite des Moduls waren bis 2012 die beiden Strela-Kräne angebracht, die die Raumfahrer bei ihren Außenbordeinsätzen unterstützten.
Pirs verfügte über zwei Kopplungsstutzen: einen aktiven Kopplungsstutzen vom Typ „SSWP-M 8000“ an dem Ende des Moduls, das an die ISS angedockt war, sowie einen passiven Kopplungsstutzen vom Typ „SSWP G4000“ am gegenübergelegenen Ende, an dem Raumtransporter anlegen konnten. Pirs fungierte sozusagen als Adapter und bot damit zusätzlich zu Sarja-Nadir und dem hinteren Andockstutzen des Swesda-Moduls eine dritte Möglichkeit zum Ankoppeln von Sojus-Raumschiffen und Progress-Frachtern. Vor der Ankopplung von Pirs konnten an der Station lediglich zwei Versorgungsschiffe mit russischem Kopplungsadapter angekoppelt werden.